# Dark Horse (film, 2005)
Cet article concerne le film de Dagur Kári. Pour le film de Todd Solondz, voir Dark Horse.
Pour les articles homonymes, voir Dark Horse.
Pour plus de détails, voir Fiche technique et Distribution.
Dark Horse (Voksne mennesker) est un film danois réalisé par Dagur Kári, sorti en 2005.
Présenté en 2005 au festival de Cannes dans la section Un certain regard, il n'est sorti dans les salles françaises qu'en 2007.

## Synopsis
Marginal et bohème, Daniel tente de joindre les deux bouts en taggant des messages d'amour sur les murs de Copenhague. Il jongle entre son propriétaire, les procès-verbaux et ses amis afin de garder son logement et sa voiture. Un jour, il rencontre Fransecsa, jolie boulangère tout aussi décalée que lui, dont il tombe amoureux...

## Fiche technique
- Titre : Dark Horse
- Titre original : Voksne mennesker
- Réalisation : Dagur Kári
- Scénario : Dagur Kári et Rune Schjøtt
- Production : Skúli Fr. Malmqvist et Thor Sigurjonsson
- Musique : Slowblow
- Photographie : Manuel Alberto Claro
- Montage : Daniel Dencik
- Décors : Gunnar Palsson
- Costumes : Rikke Rosbaek
- Pays d'origine :  Danemark
- Format : couleurs - 35 mm - Dolby Digital
- Genre : comédie dramatique
- Durée : 106 minutes
- Date de sortie :
  - Danemark : 13 mai 2005
  - France : 15 mai 2005 (festival de Cannes) ; 14 mars 2007 (sortie nationale)

## Distribution
- Jakob Cedergren : Daniel
- Nicolas Bro : Morfar
- Tilly Scott Pedersen : Franc
- Morten Suurballe : Le juge
- Bodil Jørgensen : la mère de Franc
- Nicolaj Kopernikus : Tejs
- Anders Hove (en) : Herluf C
- Kristian Halken : Allan Simonsen
- Thomas W. Gabrielsson : Søvnforsker Arne
- Michelle Bjørn-Andersen : la femme du juge
- Pauli Ryberg : Skule Malmquist
- Mikael Bertelsen : Fuldmægtig
- Asta Esper Hagen Andersen : la grand-mère de Franc

## Distinctions
- Festival international du film de Dieppe 2008 : Prix du meilleur scénario de long-métrage[1].
- Festival de Cannes 2005 : Sélection officielle "Un certain regard"[1].
- Festival International du Film de Bruxelles 2005 : Prix du meilleur film "Golden Iris"[1].
- Bodil du meilleur acteur dans un second rôle pour Nicolas Bro